# Spermatoloncha maticola
Spermatoloncha maticola är en svampart som beskrevs av Speg. 1908. Spermatoloncha maticola ingår i släktet Spermatoloncha, divisionen sporsäcksvampar och riket svampar.   Inga underarter finns listade i Catalogue of Life.